# Ystads kommunvapen

Ystads vapen är inspirerat av Danmarks riksvapen.

Ystads kommunvapen är samma vapen som tidigare fördes av Ystads stad sedan den danska tiden. Det måste antas vara en heraldisk förkortning av de tre lejonen i Danmarks riksvapen, även om lejonet tidvis har återgivits som en grip.

## Blasonering
Blasonering: I med röda rosor bestrött fält av guld ett upprest krönt, blått lejon med röd krona och beväring.

## Bakgrund
Ett sigill från 1394 med ett lejon och rosor är kända för Ystads stad, men motivet i stadens vapen kan vara ännu äldre. Rosorna skall ha tagits bort från skölden 1584. Vapendjuret återgavs senare ofta som en grip, en förändring som det troligen aldrig har tagits formellt beslut om. När vapnet fick en förnyad fastställelse av Kungl. Maj:t (regeringen) den 8 maj 1936 återgick man till lejonet och återinförde också rosorna i vapnet.
När den nuvarande Ystads kommun bildades, valdes den namngivande stadens vapen framför vapnen för de landskommuner som helt eller delvis lades samman med den.

## Vapen för tidigare kommuner inom nuvarande kommun
Glemmingebro, Herrestad och Löderup var landskommuner som alla förde vapen, men det var endast Glemmingebro och Löderups vapen som hade blivit fastställda av Kungl. Maj:t (regeringen). Glemmingebro landskommun delades, endast en del av den kom att ingå i Ystads kommun.

### Glemmingebro
Kungl. Maj:t fastställde den 9 december 1955 Glemmingebro landskommuns vapen med följande blasonering: I grönt fält en genomgående, med fem tinnar försedd bro av guld i ett spann. Bron står inte bara för ortnamnet utan även för samförståndsanda. De fem tinnarna står för de fem ingående socknarna Bollerup, Glemminge, Ingelstorp, Tosterup och Övraby och för borgarna Bollerup, Tosterup och Övraby. Vapnet upphörde när kommunen delades vid årsskiftet 1970/71.

### Herrestad
Herrestads landskommuns vapen antogs av kommunen 1958, men eftersom det aldrig fastställdes av Kungl. Maj:t var det inte juridiskt skyddat. Blasoneringen lyder: I blått fält en fyrkantsharv med två vertikala och tre horisontella stockar, de senare med vardera fyra pinnar, samt däröver en krona, allt av guld. Wikipedias bild följer inte den här blasoneringen, som är hämtad från Per Anderssons bok Svensk vapenbok för köpingar, municipalsamhällen och landskommuner 1863-1970. Vapnet komponerades av Svenska Kommunalheraldiska Institutet och bygger på Herrestads härads sigill, känt från 1524, samt med anknytning till jordbruksbygden och en folklig tolkning av en äldre namnform "Hervestad".

### Löderup
Löderups landskommuns vapen fastställdes av Kungl. Maj:t den 26 april 1963 med den här blasoneringen: Sköld, medelst en skura, bildande två trappgavlar, delad av blått och silver. Vapnet syftar på kommunens kyrkor, som samtliga har torn med trappgavlar. Vapnet komponerades av civilingenjör Kurt Månsson från Danderyd och upphörde vid årsskiftet 1970/71, då Löderup sammanlades med Ystad.

Glemmingebro landskommun (1955-1970)
Herrestads landskommun (1958-1970)
Löderups landskommun (1963-1970)